# Lekkoatletyka na Letnich Igrzyskach Olimpijskich 1984 – bieg na 100 m przez płotki kobiet
Bieg na 100 metrów przez płotki kobiet podczas XXIII Letnich Igrzysk Olimpijskich w Los Angeles rozegrano 9 (eliminacje) i 10 sierpnia 1984 (półfinały i finał) na stadionie Los Angeles Memorial Coliseum. Zwyciężczynią została reprezentantka Stanów Zjednoczonych Benita Fitzgerald-Brown.

## Rekordy

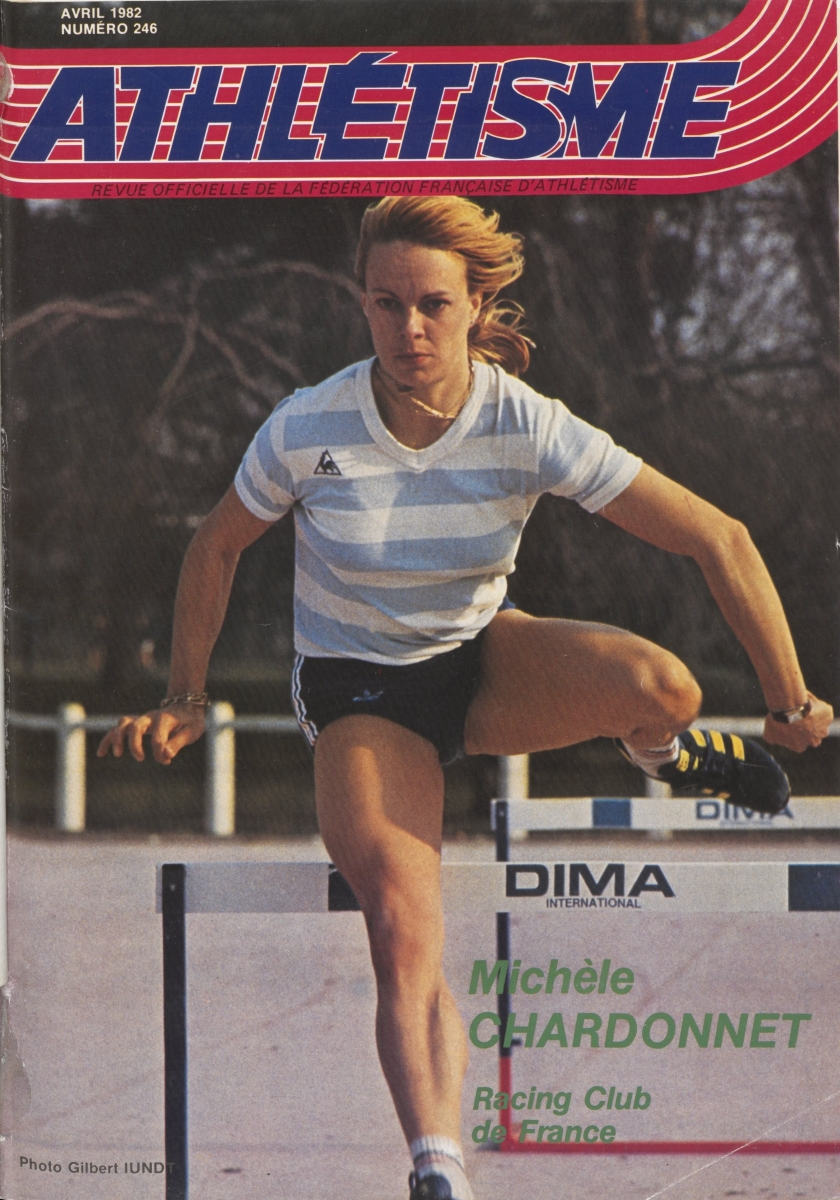
Michèle Chardonnet

|                   | Zawodniczka      | Narodowość | Czas  | Data                 | Miejsce  |
| ----------------- | ---------------- | ---------- | ----- | -------------------- | -------- |
| Rekord świata     | Grażyna Rabsztyn | Polska     | 12,36 | 13 czerwca 1980(dts) | Warszawa |
| Rekord olimpijski | Wiera Komisowa   | ZSRR       | 12,56 | 28 lipca 1980(dts)   | Moskwa   |

## Wyniki
| Poz. - pozycja |
| – rekord świata \| – rekord krajowy \| – rekord życiowy \| = – wyrównany rekord życiowy \| · – najlepszy wynik w sezonie \| = – wyrównany najlepszy wynik w sezonie \| – rekord olimpijski |
| Fn – falstart \| DNF – nie ukończyła \| DNS – nie wystartowała \| DSQ – zdyskwalifikowana                                                                                                  |

### Eliminacje
Rozegrano cztery biegi eliminacyjne. Do półfinałów awansowały po trzy najlepsze zawodniczki z każdego biegu (Q) oraz cztery z najlepszymi czasami spośród pozostałych (q).

#### Bieg 1
Wiatr: –1,3 m/s
| Poz. | Zawodniczka             | Narodowość        | Rezultat | Uwagi |
| ---- | ----------------------- | ----------------- | -------- | ----- |
| 1    | Benita Fitzgerald-Brown | Stany Zjednoczone | 13,13    | Q     |
| 2    | Michèle Chardonnet      | Francja           | 13,32    | Q     |
| 3    | Sharon Danville         | Wielka Brytania   | 13,46    | Q     |
| 4    | Cécile Ngambi           | Kamerun           | 13,54    | q     |
| 5    | Karen Nelson            | Kanada            | 13,77    |       |
| 6    | Barbara Ingiro          | Papua-Nowa Gwinea | 15,39    |       |

#### Bieg 2
Wiatr: +2,8 m/s
| Poz. | Zawodniczka       | Narodowość      | Rezultat | Uwagi |
| ---- | ----------------- | --------------- | -------- | ----- |
| 1    | Shirley Strong    | Wielka Brytania | 12,86w   | Q     |
| 2    | Edith Oker        | RFN             | 13,14w   | Q     |
| 3    | Glynis Nunn       | Australia       | 13,29w   | Q     |
| 4    | Sophia Hunter     | Jamajka         | 13,44w   | q     |
| 5    | Liu Huajin        | Chiny           | 13,64w   | q     |
| 6    | Elissavet Pantazi | Grecja          | 14,20w   |       |
| –    | Esmeralda Garcia  | Brazylia        | DNS      |       |

#### Bieg 3
Wiatr: –1,2 m/s
| Poz. | Zawodniczka                   | Narodowość        | Rezultat | Uwagi |
| ---- | ----------------------------- | ----------------- | -------- | ----- |
| 1    | Ulrike Denk                   | RFN               | 13,32    | Q     |
| 2    | Kim Turner                    | Stany Zjednoczone | 13,33    | Q     |
| 3    | Marie-Noëlle Savigny          | Francja           | 13,36    | Q     |
| 4    | Sylvia Malgadey-Forgrave      | Kanada            | 13,47    | q     |
| 5    | Semra Aksu                    | Turcja            | 13,96    |       |
| –    | Miriama Tuisorisori-Chambault | Fidżi             | DNS      |       |

#### Bieg 4
Wiatr: –0,7 m/s
| Poz. | Zawodniczka               | Narodowość        | Rezultat | Uwagi |
| ---- | ------------------------- | ----------------- | -------- | ----- |
| 1    | Pam Page                  | Stany Zjednoczone | 13,32    | Q     |
| 2    | Maria Usifo               | Nigeria           | 13,54    | Q     |
| 3    | Sue Kameli                | Kanada            | 13,72    | Q     |
| 4    | Beatriz Capotosto         | Argentyna         | 13,90    |       |
| 5    | Laurence Elloy            | Francja           | 13,98    |       |
| –    | Christa Schumann-Lottmann | Gwatemala         | DNS      |       |

### Półfinały
Rozegrano dwa biegi półfinałowe. Do finału awansowały po cztery najlepsze zawodniczki z każdego biegu.

#### Bieg 1
Wiatr: –0,2 m/s
| Poz. | Zawodniczka              | Narodowość        | Rezultat | Uwagi |
| ---- | ------------------------ | ----------------- | -------- | ----- |
| 1    | Kim Turner               | Stany Zjednoczone | 13,11    | Q     |
| 2    | Shirley Strong           | Wielka Brytania   | 13,16    | Q     |
| 3    | Marie-Noëlle Savigny     | Francja           | 13,30    | Q     |
| 4    | Pam Page                 | Stany Zjednoczone | 13,36    | Q     |
| 5    | Edith Oker               | RFN               | 13,37    |       |
| 6    | Sylvia Malgadey-Forgrave | Kanada            | 13,42    |       |
| 7    | Cécile Ngambi            | Kamerun           | 13,70    |       |
| 8    | Sophia Hunter            | Jamajka           | 13,84    |       |

#### Bieg 2
Wiatr: +1,2 m/s
| Poz. | Zawodniczka             | Narodowość        | Rezultat | Uwagi |
| ---- | ----------------------- | ----------------- | -------- | ----- |
| 1    | Benita Fitzgerald-Brown | Stany Zjednoczone | 12,98    | Q     |
| 2    | Michèle Chardonnet      | Francja           | 13,09    | Q     |
| 3    | Glynis Nunn             | Australia         | 13,14    | Q     |
| 4    | Ulrike Denk             | RFN               | 13,20    | Q     |
| 5    | Sharon Danville         | Wielka Brytania   | 13,35    |       |
| 6    | Maria Usifo             | Nigeria           | 13,52    |       |
| 7    | Liu Huajin              | Chiny             | 13,57    |       |
| 8    | Sue Kameli              | Kanada            | 13,65    |       |

### Finał
Wiatr: –0,7 m/s
| Poz. | Zawodniczka             | Narodowość        | Rezultat |
| ---- | ----------------------- | ----------------- | -------- |
| 1    | Benita Fitzgerald-Brown | Stany Zjednoczone | 12,84    |
| 2    | Shirley Strong          | Wielka Brytania   | 12,88    |
| 3    | Michèle Chardonnet      | Francja           | 13,06    |
| 3    | Kim Turner              | Stany Zjednoczone | 13,06    |
| 5    | Glynis Nunn             | Australia         | 13,20    |
| 6    | Marie-Noëlle Savigny    | Francja           | 13,28    |
| 7    | Ulrike Denk             | RFN               | 13,32    |
| 8    | Pam Page                | Stany Zjednoczone | 13,40    |